# Кітао Канако
Кітао Канако (6 лютого 1982) — японська синхронна плавчиня.
Призерка Олімпійських Ігор 2004 року.
Призерка Чемпіонату світу з водних видів спорту 2017 року.